# ATP World Tour Finals 2010 - Singolare
Il singolare  dell'ATP World Tour Finals 2010 è stato un torneo di tennis facente parte dell'ATP World Tour 2010.
Il campione uscente Nikolaj Davydenko non è riuscito a qualificarsi al torneo, non è stato presente neanche Juan Martín del Potro, finalista nell'edizione del 2009.
Roger Federer ha battuto in finale Rafael Nadal per 6-3, 3-6, 6-1.

## Teste di serie
1. Rafael Nadal (finale)
2. Roger Federer (Vincitore)
3. Novak Đoković (semifinali)
4. Robin Söderling (round robin)

1. Andy Murray (semifinali)
2. Tomáš Berdych (round robin)
3. David Ferrer (round robin)
4. Andy Roddick (round robin)

## Tabellone

### Legenda
| - Q = Qualificato - WC = Wild card - LL = Lucky loser | - ALT = Alternate - SE = Special Exempt - PR = Protected Ranking | - w/o = Walkover - r = Ritirato - d = Squalificato |

### Fase finale
|  | Semifinali | Semifinali    | Semifinali    | Semifinali | Semifinali |  |  | Finale | Finale        | Finale | Finale | Finale |  |
|  |            |               |               |            |            |  |  |        |               |        |        |        |  |
|  | 1          | Rafael Nadal  | 7             | 3          | 7          |  |  |        |               |        |        |        |  |
|  | 5          | Andy Murray   | 65            | 6          | 6          |  |  | 1      | Rafael Nadal  | 3      | 6      | 1      |  |
|  | 2          | Roger Federer | Roger Federer | 6          | 6          |  |  | 2      | Roger Federer | 6      | 3      | 6      |  |
|  | 3          | Novak Đoković | Novak Đoković | 1          | 4          |  |  |        |               |        |        |        |  |

### Gruppo A
|   |               | Nadal            | Đoković  | Berdych     | Roddick          | RR V-P | Set V-P | Game V-P | Classifica |
| 1 | Rafael Nadal  |                  | 7-5, 6-2 | 7–6(3), 6-1 | 3-6, 7–6(5), 6-4 | 3-0    | 6-1     | 41-30    | 1          |
| 3 | Novak Đoković | 5-7, 2-6         |          | 6-3, 6-3    | 6-2, 6-3         | 2-1    | 4-2     | 31-24    | 2          |
| 6 | Tomáš Berdych | 6(3)–7, 1-6      | 3-6, 3-6 |             | 7-5, 6-3         | 1-2    | 2-4     | 26-32    | 3          |
| 8 | Andy Roddick  | 6-3, 6(5)–7, 4-6 | 2-6, 3-6 | 5-7, 3-6    |                  | 0-3    | 1-6     | 29-41    | 4          |

La classifica viene stilata in base ai seguenti criteri: 1) Numero di vittorie; 2) Numero di partite giocate; 3) Scontri diretti (in caso di due giocatori pari merito); 4) Percentuale di set vinti o di games vinti (in caso di tre giocatori pari merito); 5) Decisione della commissione.

### Gruppo B
|   |                 | Federer     | Söderling   | Murray   | Ferrer   | RR V-P | Set V-P | Game V-P | Classifica |
| 2 | Roger Federer   |             | 7–6(5), 6-3 | 6-4, 6-2 | 6-1, 6-4 | 3-0    | 6-0     | 36-20    | 1          |
| 4 | Robin Söderling | 6(5)–7, 3-6 |             | 2-6, 4-6 | 7-5, 7-5 | 1-2    | 2-4     | 29-34    | 3          |
| 5 | Andy Murray     | 4-6, 2-6    | 6-2, 6-4    |          | 6-2, 6-2 | 2-1    | 4-2     | 30-22    | 2          |
| 7 | David Ferrer    | 1-6, 4-6    | 5-7, 5-7    | 2-6, 2-6 |          | 0-3    | 0-6     | 19-38    | 4          |

La classifica viene stilata in base ai seguenti criteri: 1) Numero di vittorie; 2) Numero di partite giocate; 3) Scontri diretti (in caso di due giocatori pari merito); 4) Percentuale di set vinti o di games vinti (in caso di tre giocatori pari merito); 5) Decisione della commissione.